# Kessel-Lo
Kessel-Lo is een deelgemeente van Leuven in de Belgische provincie Vlaams-Brabant. Kessel-Lo was een zelfstandige gemeente tot aan de fusies van Belgische gemeenten van 1977.

## Toponymie
Kessel komt van het Latijnse Castellum, wat vesting betekent. Lo staat voor open plek in het bos.

## Geschiedenis
Over de vroege geschiedenis van Kessel-Lo is weinig bekend, maar wel dat er al heel vroeg bewoning was op de Kesselberg. Sinds de Romeinse tijd stond er een kleine vesting die in de middeleeuwen werd uitgebreid tot een kasteeltje, genaamd Kesselstein. Volgens meerdere historische bronnen hadden de Tempeliers deze burcht in handen, samen met de omliggende bossen en grond. Bij de afschaffing van de orde der Tempeliers in de 14de eeuw kwam het kasteeltje in handen van de hertogen van Brabant. Het geraakte in verval en struikrovers huisden er van tijd tot tijd. Eeuwen later, in de 17de eeuw, had Justus Lipsius moeite om nog iets van het kasteeltje terug te vinden onder struiken en boomgaarden. Wenceslaus I van Luxemburg en Johanna van Brabant vaardigden op 25 januari 1382 een oorkonde uit waarmee ze de opdracht gaven om het Loobos volledig te rooien. Dit gebied komt grofweg overeen met het huidige Beneden-Lo en Boven-Lo tussen de Tiensesteenweg en de Diestsesteenweg (steenwegen bestonden nog niet in de middeleeuwen). Leuvense poorters mochten hier grond aankopen. Op de Ferrariskaart honderden jaren later werd dit gebied nog steeds aangeduid als 'Franchise de la Loo'.
In 1125 schonk Godfried I van Leuven, toenmalig hertog van Neder-Lotharingen, het allodiale domein naast het moerasgebied van de Vliederbeek of Vlierbeek aan de abdij van Affligem met de bedoeling er een benedictijnenklooster op te richten. In 1163 werd die abdij van Vlierbeek zelfstandig omdat het de betalingen aan Affligem stopte. Vanaf de 16de eeuw mocht de abt zich prelaat noemen, met mijter en bisschopsstaf. Het wapenschild was de Maagd Maria met kind Jezus op haar arm op een gouden achtergrond met linksboven de zon en rechtsboven de maan. Het latere schild van de gemeente Kessel-Lo is hierop gebaseerd. De abdij kende een bewogen geschiedenis met kerkintriges tussen het bisdom Luik en de jansenisten maar ook een verleden van grootgrondbezit en plunderingen. In 1559 ging de abdij krachtens de pauselijke bul Super universas samen met de rest van Leuven over naar het bisdom Mechelen. Op 1 september 1796 heeft het Franse regime alle kloosters afgeschaft waardoor de paters op 11 januari 1797 gedwongen werden om de abdij te verlaten.
Het huidige Kessel-Lo bestond aanvankelijk uit Kessel en Lo. Voor 1827 behoorde Kessel tot de gemeente Linden en Lo bij de gemeente Pellenberg. In 1827 werden deze twee gebieden door de Nederlandse regering samengevoegd tot de nieuwe gemeente Kessel-Lo. Naar verluidt wilden de Lindenaars hun kerk niet afbreken om op te gaan in de parochie van Vlierbeek en stootten zij Kessel af. In 1829 werd inderdaad de parochie Vlierbeek opgericht met de voormalige abdijkerk als parochiekerk voor Kessel-Lo. Na het ontstaan van België werd het een autonome gemeente met gaandeweg nog drie extra parochies: Blauwput, Boven-Lo en Don-Bosco.
Tijdens de industriële revolutie kwam er in Kessel-Lo achter het station van Leuven een centrale werkplaats van de staatsspoorwegen, wat lange tijd een van de belangrijkste werkgevers was. De verwoesting van Leuven in de Eerste Wereldoorlog raakte ook Kessel-Lo: tot en met 2 september 1914 werden huizen platgebrand. Tijdens de Tweede Wereldoorlog werden belangrijke delen van Kessel-Lo, en in hoofdzaak de parochie Blauwput, zwaar getroffen door enkele geallieerde bombardementen op het station van Leuven en haar werkplaats. Dit leidde tot een golf van nieuwbouw en urbanisatie na de oorlog. Op 1 januari 1977 werd Kessel-Lo bij de fusies van Belgische gemeenten een deelgemeente van de stad Leuven. Tussen 1829 en 1977 waren er elf burgemeesters geweest die elk een straatnaam hebben gekregen: Lijst van burgemeesters van Kessel-Lo.
Het inwoneraantal in Kessel-Lo nam toe en anno 2007 waren er 27.755 Kesseleers en Kesselessen (dialect voor mannelijke en vrouwelijke inwoners van Kessel-Lo). De verstedelijking van Kessel-Lo is nu nagenoeg compleet. De afgelopen jaren werd veel bijgebouwd: een nieuwe woonwijk op de gebieden van de gesloten centrale werkplaats (de beschermde industriële hallen werden bewaard), een KBC-kantorencomplex en het stadskantoor Leuven op de Tiensevest (dat voor een deel in Kessel-Lo ligt). Achter het station Leuven, de zogenaamde 'Kop van Kessel-Lo', kwamen hotels, kantoren en woningen waardoor de gemeenschapszaal 'Het Bad' werd afgebroken. Het Algemeen Christelijk Werknemersverbond wil dat het nieuwe Benedenplein dat op de Kop van Kessel-Lo ontstond, hernoemd wordt naar Jeanne Devosplein.
Tussen september 2008 en juli 2009 werd er in Kessel-Lo bier gebrouwen door Brouwerij De Vlier.

## Bezienswaardigheden
- De Heilig Hartkerk
- De Heilige Familiekerk
- De Don Boscokerk
- De Heilige Drievuldigheidskapel
- De Abdij van Vlierbeek
- De Pinxtermolen
- De woonwijk Casablanca en basisschool Heffel van Léon Stynen (1956)
- Het kasteeldomein Heiberg
- Het kasteeldomein Heuvelhof
- Het Kasteel de Bunswyck
- Het Kasteel Maisin

## Natuur en landschap
Kessel-Lo ligt aan het begin van Hageland op een hoogte van 15-100 meter. Er zijn een aantal landgoederen en er loopt de Abdijbeek die uitmondt in de Dijle. Tot de verdere natuurgebieden behoren:
- Het Provinciedomein Kessel-Lo is een natuur- en recreatieterrein om enkele visvijvers heen. Er zijn allerlei voorzieningen zoals speeltuinen, sportvoorzieningen, botenverhuur, een verkeerspark, een kunstroute, een dierenweide en een vogelkijkhut. Sinds 29 april 2025 is het een erkend natuurreservaat.
- De Kesselberg
- Het Domein De Bron

## Demografische ontwikkeling
- Bronnen:NIS, Opm:1831 tot en met 1970=volkstellingen; 1976 = inwoneraantal op 31 december

## Sport
- Het voetbalcentrum Bruineveld, een van de twee jeugdcomplexen van voetbalclub Oud-Heverlee Leuven, de Leuvense hockeyclub, KVC Kessel-Lo 2000, Daring Club Leuven Atletiek, Blauwput Omnisport, de frisbeeclub JetSet Leuven, de Leuvense rugbyclub en korfbalclub Leuven.
- Elk jaar vindt er een wielerwedstrijd plaats voor nieuwelingen en masters van de VWV.[bron?]

## Bekende personen
- Paul Alberdingk Thijm (1827-1904), historicus
- Alfons De Groeve (1885-1945), parlementslid
- Gustaaf Buffel (1886-1972), kunstschilder
- Alfons Vranckx (1907-1979), politicus
- Laura Hoet (1915-2010), verpleegkundige en ziekenhuisdirecteur
- Joos Florquin (1916-1978), neerlandicus, hoogleraar en televisiepresentator
- Louis Van Brussel (1918-2001), verzetsstrijder
- Emile Degelin (1926-2017), cineast en auteur
- Alfred Vansina (1926-2018), politicus
- Dirk De Witte (1934-1970), auteur
- Greta Van Langendonck (1944-2015), actrice
- Bernadette Van Roy (1948), atleet
- Herwig Beckers (1951), politicus
- Dirk Vansina (1959), politicus
- Karin Brouwers (1964), politicus
- Kris Stroobants (1973), dirigent
- Frauke Penen (1985), atleet
- Donna-Donny Truyens (1989), turner

## Nabijgelegen kernen
Korbeek-Lo, Leuven, Pellenberg, Linden, Holsbeek
Deelgemeenten: Heverlee · Kessel-Lo · Leuven · Wijgmaal · Wilsele

Overige plaatsen: Egenhoven · Leuvens Haasrode · Leuvens Korbeek-Lo · Nieuw Kwartier · Terbank

Belgische gemeenten · Arrondissement Leuven · Vlaams-Brabant · Vlaanderen